# James Harrison (cầu thủ bóng đá thập niên 1930)
James Harrison là một cầu thủ bóng đá người Anh từng thi đấu ở vị trí tiền vệ chạy cánh. Sau khi bắt đầu sự nghiệp ở Scotland cùng với Hibernian, ông gia nhập Cardiff City vào tháng 3 năm 1937. Ông có 1 lần ra sân trong trận hòa 1–1 với Bristol Rovers trước khi bị giải phóng.